# Euphrosine mucosa
Euphrosine mucosa är en ringmaskart som beskrevs av Horst 1903. Euphrosine mucosa ingår i släktet Euphrosine och familjen Euphrosinidae. Inga underarter finns listade i Catalogue of Life.